# Сади каменів
«Сади каменів» (англ. Gardens Of Stone) — фільм Френсіса Форда Коппола 1987 року за романом американського письменника Ніколаса Проффіта. Не рекомендується перегляд дітям та підліткам молодше 16 років.

## Сюжет
У фільмі «Сади каменів» безглуздість війни показана майже в анекдотичній формі — з точки зору членів «Старої Гвардії», які віддають останні почесті загиблим у В'єтнамі солдатам на Арлінгтонському Національному Цвинтарі. Головний герой, новобранець Джекі Віллоу, наділений рідкісним ідеалізмом і весь час прагне вирватися з «теплого містечка» до В'єтнаму, вважаючи виконання військового обов'язку кращим за безпечне життя. Його старший товариш (саме товариш, оскільки субординація на кладовищі дотримується вельми умовно), сержант Хазард, намагається відтермінувати зустріч юнаків з війною. Він сам пройшов В'єтнам і був з пошаною демобілізований, щоб до смерті командувати урочистими похоронами. Від такої роботи Хазард (Джеймс Каан) поступово сходить з розуму. Хоча дія розвивається в умовах цивільного життя, герої фільму живуть наче в тіні війни, відчуваючи її смертний холод[джерело?].

## У ролях
| Актор                 | Роль                                       |
| --------------------- | ------------------------------------------ |
| Джеймс Каан           | сержант Газард                             |
| Анжеліка Г'юстон      | Саманта Девіс                              |
| Джеймс Ерл Джонс      | сержант Нелсон                             |
| Д. Б. Свіні           | Джекі Віллоу                               |
| Дін Стоквелл          | капітан Томас                              |
| Мері Стюарт Мастерсон | Рейчел Фелд                                |
| Дік Ентоні Вільямс    | сержант Вільямс                            |
| Лонетт Маккі          | Бетті Рей, дружина сержанта Нелсона        |
| Сем Боттомс           | старший лейтенант Веббер                   |
| Еліас Котеас          | Піт Девебер, клерк                         |
| Лоренс Фішберн        | Фланаган, командир відділення Джека Віллоу |
| Кейсі Сімашко         | сержант Альберт Вільдман                   |
| Пітер Мастерсон       | полковник Фелд                             |
| Карлін Глінн          | місіс Фелд                                 |